# Juhan Aavik
Juhan Aavik (n. 29 ianuarie 1884 la Tallinn, Estonia — d. 26 noiembrie 1982 la Stockholm, Suedia) a fost un compozitor eston.
Aavik a studiat compoziție la conservatorul din Sankt Petersburg. A fost mai apoi dirijor la Tartu (1911-1925), profesor la conservatorul din Tallinn (1928-1944). În 1944 a plecat în Suedia. Aici a fost directorul unui festival.
Creația lui cuprinde mai mult de 200 de opusuri: printre altele două simfonii; un concert pentru violoncel (1949);  un concert pentru contrabas (1950); un trio pentru pian (1957); un recviem (1959); diferite lucrări corale, lieduri și muzică de cameră.
La vârsta de 81 ani a publicat, la Stockholm, o istorie a muzicii estone în patru volume (1965–1969).